# Panaro
El Panaro és un riu del nord d'Itàlia afluent del riu Po des del sud. Desaigua al Po prop de Bondeno. El seu naixement és vora el Monte Cimone, als Apenins lígurs.

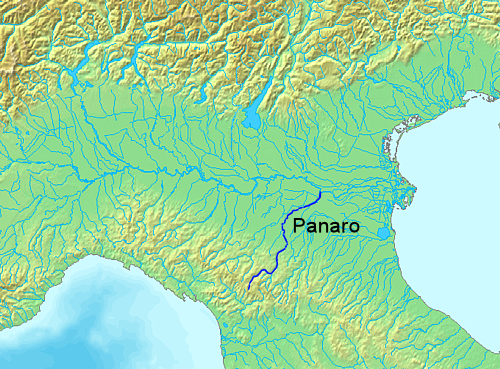
Localització del riu Panaro

## Història
Scultenna (grec antic: Σκούλταννα segons Estrabó) és el nom clàssic del riu Panaro. Plini el Vell diu que és un riu de la Gàl·lia Cispadana, i un dels principals afluents del Po.
Travessa la Via Emília a unes 5 milles a l'est de Mutina (Mòdena), i desemboca al Po una mica per sota de Bondeno. La part baixa del seu curs porta actualment el nom de Panaro, però la part alta, abans de sortir de les valls dels Apenins, encara porta el nom de Scoltenna. A partir del seu naixement circula durant molts quilòmetres per una vall profunda i sinuosa, que sembla haver estat el lloc on habitava la tribu lígur dels friniats.
L'any 177 aC es va lliurar a la seva riba una batalla decisiva entre els lígurs i el cònsol romà Gai Claudi Pulcre. El cònsol romà va derrotar les tribus dels lígurs causant una gran matança, diu Titus Livi. El lloc exacte de la batalla no es coneix. Estrabó parla de les planes del riu Scultenna, probablement a la part baixa del seu curs, i diu que eren productores de llana de la millor qualitat.